# Hermonassa eucosma
Hermonassa eucosma är en fjärilsart som beskrevs av Charles Boursin. Hermonassa eucosma ingår i släktet Hermonassa och familjen nattflyn. Inga underarter finns listade i Catalogue of Life.